# بالينسياغا
بالينسياغا (بالفرنسية:Balenciaga ) هي دار أزياء فرنسية مقرها في باريس تأسست عام 1917 على يد المصمم الإسباني كريستوبال بالنسياغا في مدينة سان سيباستيان شمال إسبانيا.
العلامة التجارية مملوكة لشركة كيرينغ متعددة الجنسيات، ويشغل ألكسندر وانغ منصب المدير الإبداعي لدار بالينسياغا. اشتهر مؤسسها كريستوبال بالنسياغا بأنه مصمم أزياء ذو معايير عالية، وقد أشار كريستيان ديور إليه بلقب «سيدنا جميعًا». في سنة 1972 أغلقت دار بالنسياغا وأعيد أفتتاحها بإدارة جديدة عام 1986.

## التاريخ

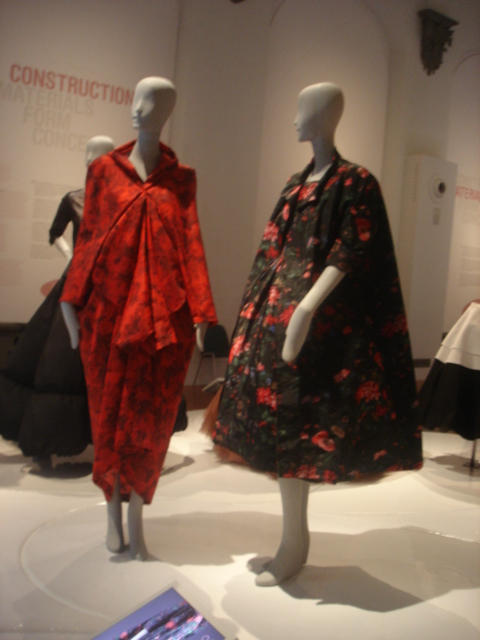
فساتين بالنسياغا معروضة في فلورنسا بإيطاليا

افتتح كريستوبال بالنسياغا (Cristóbal Balenciaga) أول متجر له في سان سيباستيان بإسبانيا عام 1917، وتوسع ليشمل فروعًا في مدريد وبرشلونة. ارتدت العائلة المالكة الإسبانية والأرستقراطية تصاميمه، ولكن عندما أجبرته الحرب الأهلية الإسبانية على إغلاق متاجره، انتقل بالنسياغا إلى باريس.
افتتح بالنسياغا دار الأزياء الراقية في باريس في شارع جورج الخامس في أغسطس 1937، وعرض أول عرض أزياء له تصميمات متأثرة بشدة بعصر النهضة الإسبانية. كان نجاح بالنسياغا في باريس شبه فوري. في فترة عامين، أشادت الصحافة الفرنسية به باعتباره ثوريًا، وكانت تصاميمه مطلوبة للغاية. كان كارمل سنو، محرر Harper's Bazaar، من أوائل المناصرين لتصميماته.
خاطر العملاء بسلامتهم للسفر إلى أوروبا خلال الحرب العالمية الثانية لمشاهدة ملابس بالنسياغا. خلال هذه الفترة، اشتهر بـ «معطفه المربع» بأكمام مقطوعة في قطعة واحدة مع نير، وتصميماته ذات الدانتيل الأسود (أو الأسود والبني) فوق قماش وردي فاتح.
ومع ذلك، لم يتضح الحجم الكامل لإبداع هذا المصمم الأصلي حتى سنوات ما بعد الحرب. أصبحت خطوطه أكثر خطية وأناقة، متباينة عن شكل الساعة الرملية الذي اشتهر به «نيو لوك» لكريستيان ديور. مكنته انسيابية صوره الظلية من التلاعب بالعلاقة بين ملابسه وأجساد النساء. في عام 1951، قام بتحويل الصورة الظلية، وتوسيع الكتفين وإزالة الخصر. في عام 1955، قام بتصميم فستان سترة، والذي تطور لاحقًا إلى فستان القميص لعام 1958. وشملت المساهمات الأخرى في حقبة ما بعد الحرب سترة البالون الكروية (1953)، فستان الدمية الرضيع عالي الخصر (1957)، معطف الشرنقة (1957))، وتنورة البالون (1957)، وثوب الكيس (1957). في عام 1959، بلغ عمله ذروته في خط الإمبراطورية، بفساتين عالية الخصر ومعاطف مقطوعة مثل الكيمونو. ساهم تلاعبه بالخصر، على وجه الخصوص، في «ما يعتبر أهم مساهمة له في عالم الموضة: صورة ظلية جديدة للمرأة».
في الستينيات، كان بالنسياغا مبتكرًا في استخدامه للأقمشة: فقد كان يميل نحو الأقمشة الثقيلة والتطريز المعقد والمواد الجريئة. تضمنت علاماته التجارية «الياقات التي تقف بعيدًا عن الترقوة لإضفاء مظهر يشبه البجعة» وأكمام «سوار» قصيرة. كانت إبداعاته النحتية في كثير من الأحيان — بما في ذلك العباءات ذات الشكل القمعي من الساتان الدوقة القاسية التي يرتديها العملاء مثل بولين دي روتشيلد، وباني ميلون، وماريلا أنيلي، وهوب بورتوكاريرو، وغلوريا جينيس، ومنى فون بسمارك — تعتبر من الأعمال الفنية الراقية. في الخمسينيات والستينيات. في عام 1960، صمم فستان الزفاف للملكة البلجيكية فابيولا المصنوع من الساتان العاجي المزين بالمنك الأبيض عند الياقة والوركين. اشتهر جاكي كينيدي بإزعاج جون إف كينيدي لشرائه إبداعات بالنسياغا باهظة الثمن عندما كان رئيساً لأنه كان يخشى أن يعتقد الجمهور الأمريكي أن المشتريات باهظة للغاية. في نهاية المطاف، تم دفع فواتير الأزياء الراقية الخاصة بها من قبل والد زوجها، جوزيف كينيدي.

## المشاركون
كان العديد من المصممين الذين عملوا في بالنسياغا يواصلون افتتاح بيوت الأزياء الراقية الخاصة بهم مثل:
- Oscar de la Renta 1949
- Andre Courreges 1950
- Emanuel Ungaro 1958

لكن أشهر رعاياه كان هوبرت دي جيفنشي، الذي كان المصمم الوحيد إلى جانب بالنسياغا ضد Chambre Syndicale de la Haute Couture Parisienne وكذلك الصحافة حول جدولة عروضه.[بحاجة لمصدر]

## معركة ضد الصحافة
في عام 1957، قرر كريستوبال بالنسياغا عرض مجموعته لصحافة الأزياء في اليوم السابق لتاريخ تسليم الملابس بالتجزئة، وليس قبل أربعة أسابيع من تاريخ تسليم التجزئة الذي اتبعته صناعة الأزياء في ذلك الوقت. من خلال إبقاء الصحافة غير مدركة لتصميم ملابسه حتى اليوم السابق لشحنها إلى المتاجر، كان يأمل في الحد من القرصنة المستمرة ونسخ تصاميمه. قاومت الصحافة، ووجدت أنه من المستحيل تقريبًا وضع عمله في المواعيد النهائية للطباعة، لكن بالنسياغا وربيب جيفنشي ظلوا حازمين، مما أثر بشكل خطير على تغطيتهم والصحافة في ذلك العصر. كان أنصاره يجادلون بأن منافسه كريستيان ديور سيحصل على الإشادة من نسخ الصور الظلية والقصاصات الخاصة بالينكياغا، بدعوى أنها أعماله الأصلية؛ لأن Balenciaga لم يكن مهتمًا بالتغطية الصحفية، ولم يعرف الإعلام والمستهلكون أبدًا.

## معركة ضد الغرفة
قاوم كريستوبال بالنسياغا بتحد القواعد والمبادئ التوجيهية والوضع البرجوازي لـ Chambre syndicale de la haute couture parisienne، وبالتالي لم يكن أبدًا عضوًا. على الرغم من الحديث عنه باحترام كبير، من الناحية الفنية، لم يكن تصميم بالنسياغا كوتور أبدًا راقياً.
أغلق كريستوبال بالنسياغا دار الأزياء عام 1968 وتوفي عام 1972. ظل المنزل خاملًا حتى عام 1986.

## بالينسياغا اليوم
في عام 1986، استحوذت شركة (Jacques Bogart SA)على حقوق بالنسياغا، وافتتحت خطًا جديدًا للملابس الجاهزة، "Le Dix". تم تصميم المجموعة الأولى من قبل ميشيل غوما في أكتوبر 1987، وظل في المنزل لمدة خمس سنوات لمراجعات مختلطة. تم استبداله في عام 1992 بالمصمم الهولندي جوزيفوس ثيميستر الذي بدأ في استعادة مكانة بالنسياغا للأزياء الراقية. خلال فترة ثيميستر، انضم نيكولا جيسكيير كمصمم ترخيص، وفي النهاية تمت ترقيته إلى رئيس المصممين في عام 1997.
في عام 1992، صممت دار أزياء بالنسياغا ملابس الفريق الفرنسي لدورة الألعاب الأولمبية الصيفية في برشلونة.
تعود ملكية بالنسياغا الآن لشركة Kering، المعروفة سابقًا باسم PPR، وترأس نيكولا غيسكيير ملابسها النسائية والملابس الرجالية. Ghesquière، مثل بالينسياغا، هو مصمم عصامي، وتدرب على Jean-Paul Gaultier وأغنيس تروبلي جذبت التفسيرات الجديدة لكلاسيكيات بالينسياغا، مثل السترة شبه الجاهزة والفساتين الكيس، انتباه وسائل الإعلام وكذلك مشاهير مثل مادونا وسيناد أوكونور.
في عام 2002، قلد نجم بالينسياغا، نيكولا جيسكيير، أعمال Kaisik Wong، المصمم من سان فرانسيسكو. ابتكر نيكولا جيسكيير(Ghesquiere) سترة مرقعة في مجموعته الربيعية التي تشبه تلك التي صممها (Wong) في عام 1973. اعترف نيكولا جيسكيير(Ghesquiere) في مقابلة في باريس أنه قام بنسخ الثوب.
كان هناك بعض التعارض داخل دار أزياء بالنسياغا حول تصميمات نيكولا جيسكيير(Ghesquiere)، حيث قالت مجموعة غوتشي إنه إذا لم يربح بالنسياغا أي أموال في عام 2007، فسيحلون محله.
أظهر خط خريف وشتاء 2005 من نيكولاس جيسكيير (Ghesquière) أن المنزل لم يكن يجني الأموال فحسب، بل اجتذب أيضًا عددًا من العملاء المشهورين بما في ذلك رئيسة التحرير في Vogue، آنا وينتور.
صمم دار أزياء بالنسياغا الفساتين التي ارتدتها جينيفر كونيلي ونيكول كيدمان في حفل توزيع جوائز الأوسكار لعام 2006، بالإضافة إلى ثوب الزفاف الذي ارتدته كيدمان عندما تزوجت من كيث أوربان. كما ارتدت كايلي مينوغ فستان بالنسياغا لمقاطع الفيديو الموسيقية «Slow» و«Red Blooded Woman» وكذلك في جولتها الموسيقية.
اليوم، تشتهر العلامة التجارية بمجموعة حقائب اليد المستوحاة من الدراجات النارية، وخاصة "Lariat". بالنسياغا ثمانية متاجر حصرية في الولايات المتحدة. يقع أحد متاجر بالنسياغا في شارع 22nd في مدينة نيويورك، نيويورك. يقع المتجر الثاني في لوس أنجلوس، كاليفورنيا، في شارع ميلروز. في الآونة الأخيرة، تم افتتاح متجر ثالث في ساوث كوست بلازا، في كوستا ميسا، كاليفورنيا. اقيم هذا المتجر على مساحة 1,200 قدم مربع (110 م2) ويتضمن عروض داخلية تشبه التابوت. تقدم متاجر نيويورك ولوس أنجلوس الملابس الجاهزة للرجال والنساء، في حين أن بوتيك ساوث كوست بلازا يحمل الملابس النسائية فقط. رابع، يقع في لاس فيجاس داخل قصر قيصر، يحمل فقط الملحقات. يوجد موقع إضافي في Las Vegas Strip، في Crystals في CityCenter، يبيع الإكسسوارات وكذلك الملابس النسائية الجاهزة. يقدم البوتيك في مركز Ala Moana في هونولولو الملابس الجاهزة والاكسسوارات الرجالية والنسائية. يوجد متجر في متاجر (Bal Harbour) في (Bal Harbour)، فلوريدا. يتم افتتاح المتجر الثامن في ربيع عام 2014 في دالاس، تكساس، في هايلاند بارك فيليدج ليصبح أول متجر في تكساس.
ثم تم افتتاح متجر (Highland Park Village) بجوار كريستيان ديور وسيحمل ملابس جاهزة للرجال والنساء وإكسسوارات. تستخدم جميع البوتيكات الهندسة المعمارية المفعمة بالحيوية، مع الألواح البيضاء والرخام والزجاج بالإضافة إلى مقاعد جلدية سوداء وسجاد أخضر فاتح وأسود وكحلي أو بلاط أبيض، مما يؤكد ميل العلامة التجارية نحو الطليعة ودراما الموضة.
أثار برنامج دار أزياء بالنسياغا لخريف وشتاء 2007 إعجاب رئيسة تحرير Teen Vogue إيمي أستلي لدرجة أن انتشارًا كاملاً في المجلة، بعنوان "Global Studies" وتم تصويره في بكين، تأثر به. تضمن الخط بنطلون رياضي نحيف، وسترات ضيقة، وأوشحة مزينة بالخرز، ومزيجات أخرى متعددة الثقافات.
تشتهر دار أزياء بالنسياغا بإبداع قطع هيكلية طبيعية، تمتد على حافة الموضة وتتوقع مستقبل الأزياء النسائية الجاهزة. تشتهر ملابس دار أزياء بالنسياغا القديمة بين محرري الموضة ونجوم هوليوود وعارضات الأزياء، وقد شوهدت على Sienna Miller، لارا بينجل، راكيل زيمرمان، كارولين ترينتيني، إيمانويل ألت، تاتيانا سوروكو، هيلاري رودا وجنيفر غارنر وستيفاني سيمور، من بين آخرين. غالبًا ما ترتدي بالنسياغا الممثلة كلوي سيفيني، وهي أيضًا مصدر إلهام لنيكولاس غيسكيير.
في مارس 2011 في متحف MH de Young في سان فرانسيسكو، احتفل دار أزياء بالنسياغا بافتتاح (Balenciaga and Spain)، وهو معرض أزياء استعادي مكون من 120 قطعة لمسيرة Cristóbal Balenciaga المهنية. تضمن المعرض العديد من التصاميم من مجموعة الأزياء الموسوعية بالمتحف. «لا يمكنك حتى قياس»، وقال Rodarte مصمم لورا Mulleavy النفوذ كريستوبال بالنسياغا. وجذبت حملة جمع التبرعات البالغة 2500 دولار للمتحف 350 ضيفًا، بما في ذلك دينيس هيل، وماريسا ماير، وفانيسا جيتي، وفيكتوريا تراينا، وفانيسا تراينا، وجيمي تيش، وجوينيث بالترو، وأورلاندو بلوم، وبالتازار جيتي، وماجي ريزر، وكوني نيلسن، ماريا بيلو وميا واسيكوسكا.
في نوفمبر 2012، أعلن دار أزياء بالنسياغا أنه كان ينفصل عن المدير الإبداعي نيكولاس جيسيكيير Nicolas Ghesquière، منهياً فترة عمله التي استمرت 15 عامًا. أعلنت العلامة التجارية ألكسندر وانغ مديرها الإبداعي الجديد. قدم وانغ مجموعته الأولى للملصق في 28 فبراير 2013 في أسبوع الموضة في باريس. في عام 2014، حددت المحكمة الكبرى في باريس موعدًا للمحاكمة في الدعوى القضائية بين بالنسياغا غسكويير. ادعى دار أزياء بالنسياغا المملوك لشركة Kering أن تعليقات Ghesquière في مجلة System قد أضرت بصورة الشركة. تم التوسط في الدعوى التي حظيت بدعاية كبيرة خارج المحكمة.
في يوليو 2015، أعلنت دار أزياء بالنسياغا أنها انفصلت عن المخرج الإبداعي أليكسندر وانج بعد ثلاث سنوات. كان عرضه لربيع وصيف 2016 هو الأخير، حيث تميز بملابس الردهة البيضاء المصنوعة من الأقمشة الناعمة والطبيعية. في أوائل أكتوبر 2015، أعلنت العلامة التجارية Demna Gvasalia كمدير إبداعي جديد لها.

## المخرجون المبدعون
- كريستوبال بالنسياغا - 1919 إلى 1968
- ميشيل غوما - 1987 إلى 1992
- جوزيفوس ثيميستر - 1992 حتى 1997
- نيكولا جيسكيير - 1997 إلى 2012
- ألكساندر وانغ - 2013 (خريف) حتى 2015
- Demna Gvasalia - 2015 حتى الوقت الحاضر

## في الثقافة الشعبية
في 29 يناير 2014، صرخت شخصية ميرتل سنو "Balenciaga" مثل كلماتها التي تحتضر في نهاية الموسم لبرنامج FX التلفزيوني American Horror Story: Coven.
استلهم المخرج السينمائي بول توماس أندرسون من صنع فانتوم ثريد عندما أصبح مهتمًا بصناعة الأزياء بعد أن قرأ عن المصمم كريستوبال بالنسياغا.

## الخلافات
في أبريل 2018، تعرض عميل صيني للاعتداء من قبل مجموعة من العملاء الآخرين الذين رفضوا دخول متجر دار أزياء بالنسياغا (Printemps Balenciaga) في باريس بطريقة منظمة. احتجت الزبون الصيني، وهو سيدة مسنة، على مجموعة العملاء الذين يقفزون في قائمة الانتظار، والذين ردوا بدفع العميلة الصينية المزعومة. سرعان ما انتشر مقطع فيديو للحادث على موقع التواصل الاجتماعي الصيني (Weibo)، مما أثار غضب العملاء الصينيين، ويدعو إلى مقاطعة دار الأزياء.
في 27 أبريل 2018، بعد يومين من الحادث، أصدر بيت بالنسياغا إشعارًا عامًا واعتذارًا بشأن حادثة 25 أبريل 2018. يبدو أن دار الأزياء أوقفت موظفي الإدارة الحاضرين أثناء الحادث وتعمل عن كثب مع إدارة متجر (Printemps) الخاص بدار أزياء بالنسياغا للتحقيق في الأمر.
تمت مشاهدة علامة التصنيف #BoycottBalenciagaDiscriminatesChinese على موقع Weibo ثلاثة وعشرون مليون مرة اعتبارًا من يوم الجمعة، 27 أبريل، 2018.

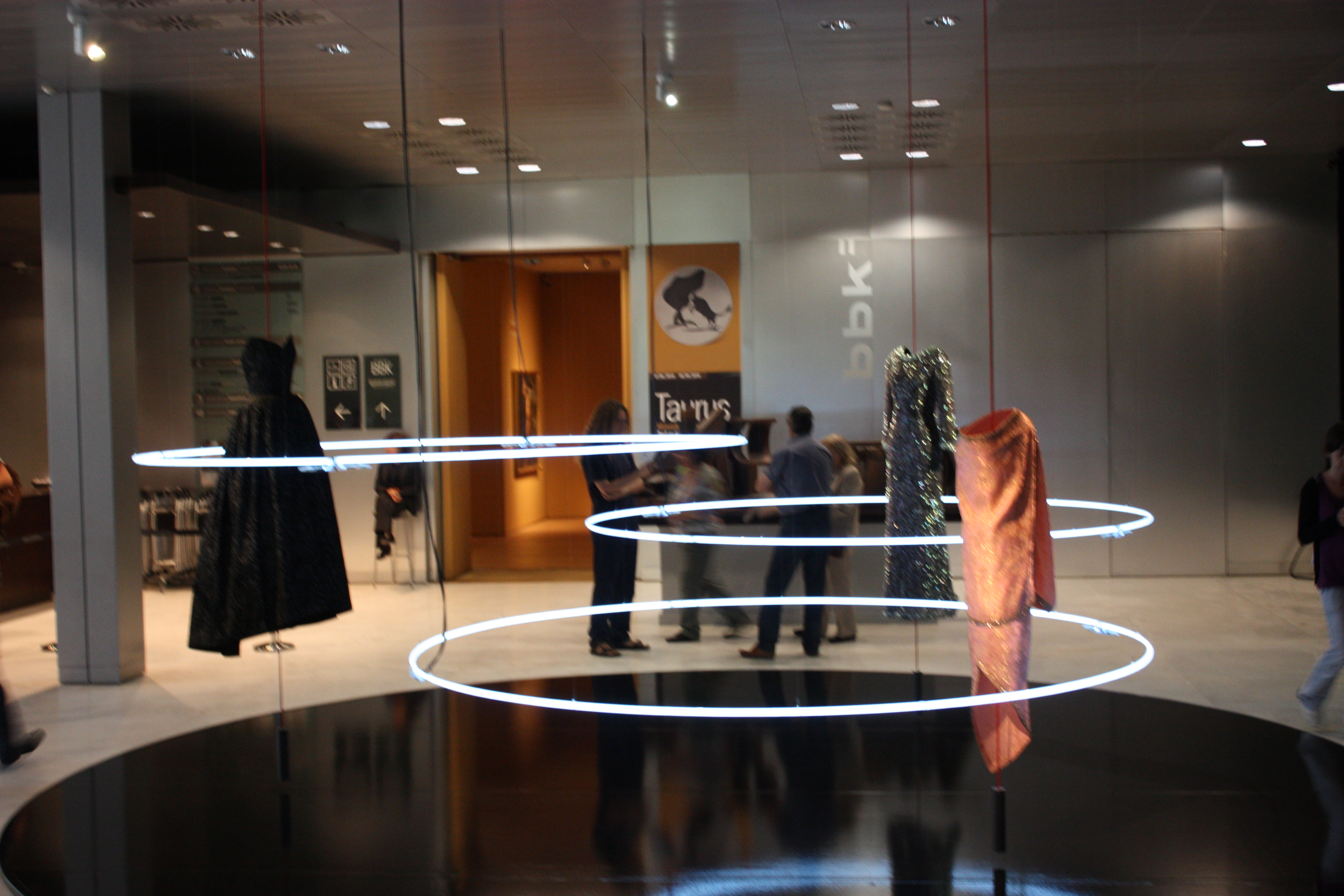
معرض بالنسياغا، متحف الفنون الجميلة (Museo de Bellas Artes de Bilbao)، بلباو، إسبانيا

## روابط خارجية
- الموقع الرسمي
- الموقع الرسمي
- عرض أزياء باريس 2007: بالنسياغا كاتووك
- متحف Cristobal Balenciaga في Getaria، إسبانيا
- البروفيسور إيكو بيل من كلية أوتيس للفنون والتصميم في بالنسياغا
- Balenciaga